# 蓄電池電車

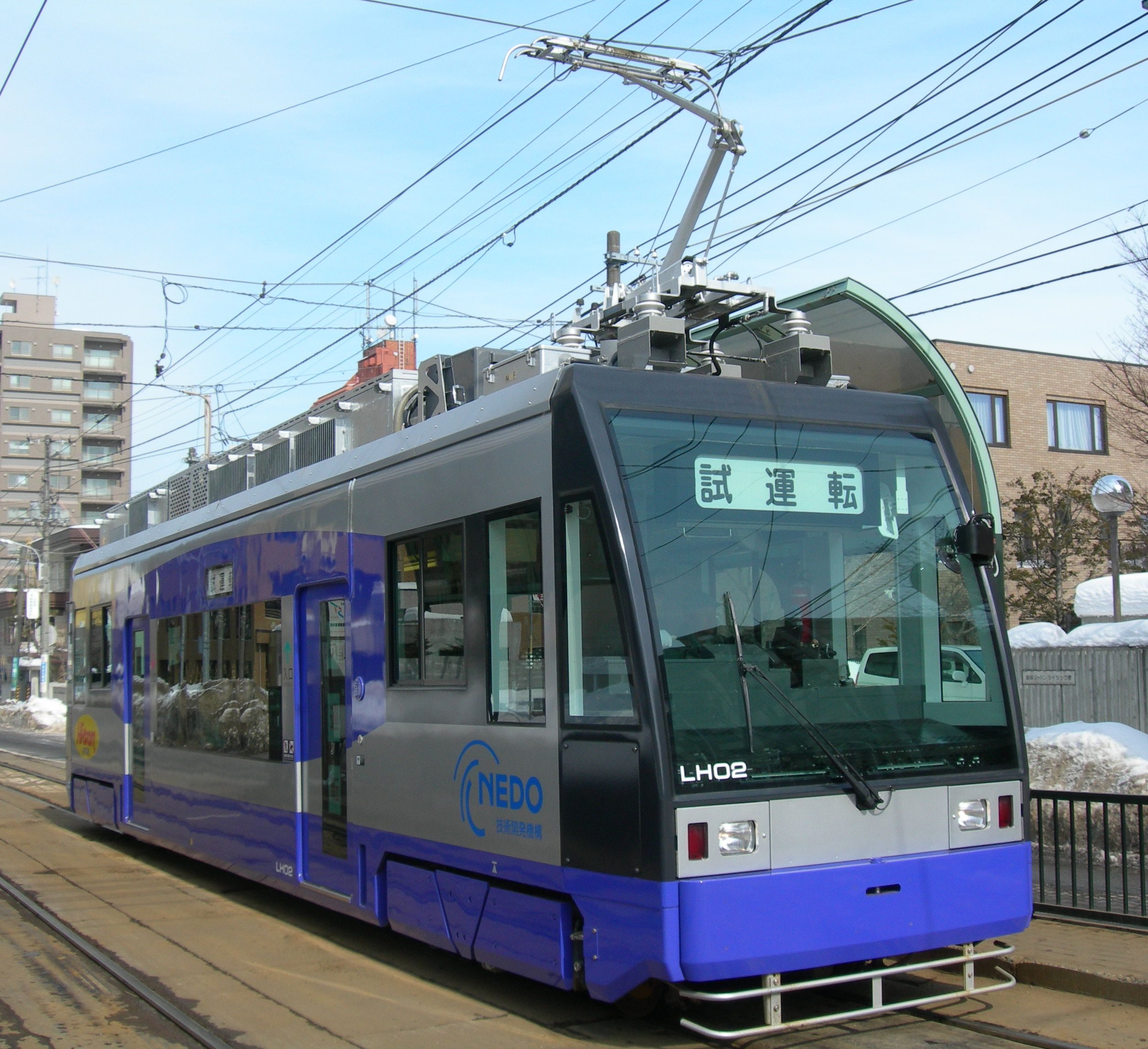
鉄道総研LH02形電車

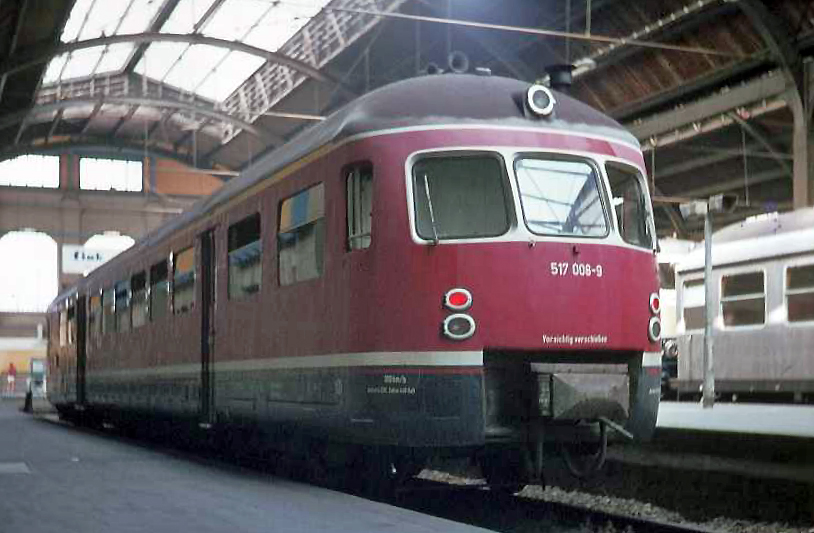
ETA 176

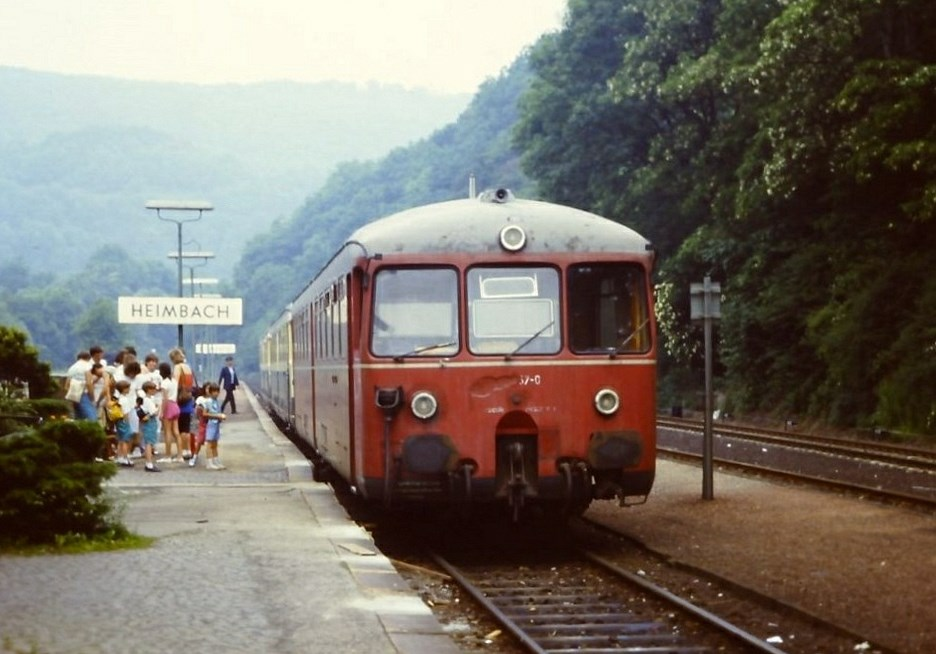
西ドイツ国鉄のETA150

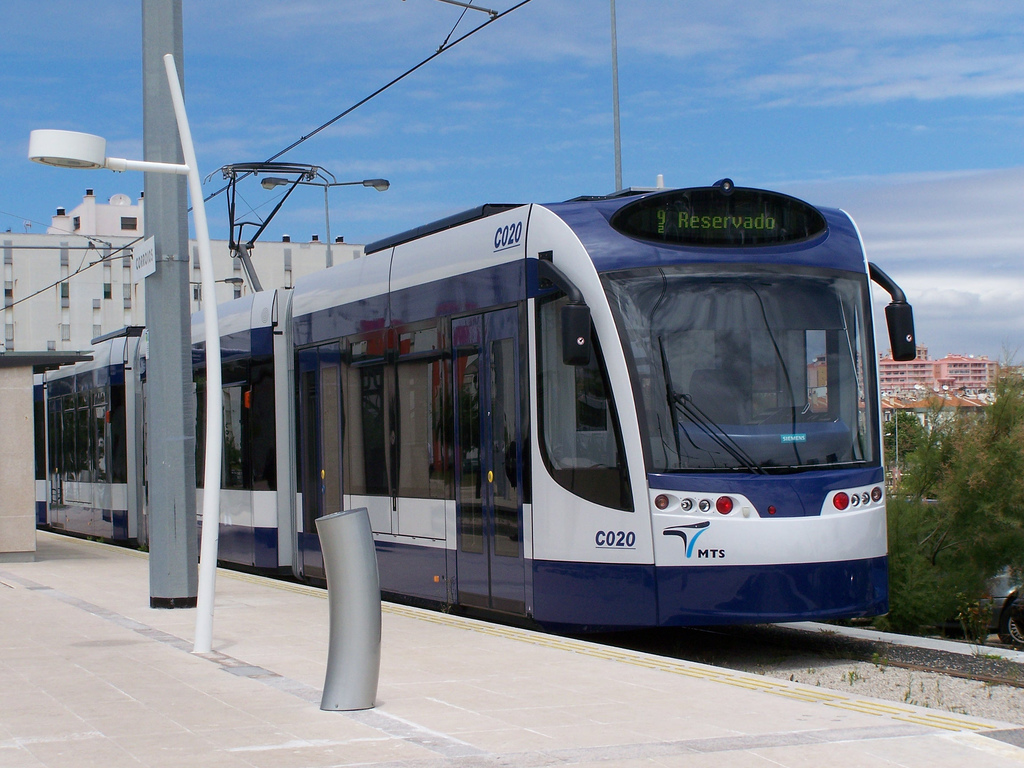
Siemens Avenio

蓄電池電車（ちくでんちでんしゃ）とは、動力源に蓄電池から供給される電力を用いる電車。「蓄電車」と略される事もある。

## 概要
非電化路線では従来は内燃機関を搭載する気動車が主流だったが、近年では技術革新により蓄電池やパワーエレクトロニクスの性能が向上したため、徐々に世界的に増えつつある。

## 歴史
蓄電池電車の歴史は日本国内では浅いものの、世界的には古くからあり、19世紀には既にドイツ、イタリア、フランス、アメリカ、イギリス等の各国で試験が進められ、一部では営業運転が実施されていた。その後、内燃機関の性能向上により、ロンドン地下鉄の保線車両等、一部を除いて一時期廃れていたものの、近年の蓄電池、パワーエレクトロニクスの高性能化に伴い、徐々に増えつつある。

## 構造

### 走行装置
従来の電車と同じだが、台車は蓄電池が搭載される分だけ重量が増すのでより頑丈に作られる。

### 動力
現在は交流誘導電動機が主流だが、より効率の高い永久磁石同期電動機も選択肢としてある。

### 制御
主にVVVFインバータ制御が用いられる。

### ブレーキ
回生ブレーキを備えることにより、制動時に運動エネルギーを電気エネルギーに変換して蓄電池に充電可能。

## 長所・短所
従来の電車や気動車と比較して、以下のような特徴が挙げられる。

### 主な長所
- 電化に伴う設備投資が不要なので、これまで採算が取れないため電化が進展しなかった非電化区間の電化が比較的容易。
- 気動車と比較して走行時に二酸化炭素(CO2)や窒素酸化物(NOx)などの大気汚染の原因となる有害物質を一切排出しないことや、騒音、振動が少ない。
- 回生ブレーキを使用出来るので効率が高い。
- 内燃機関の車両は検修設備は専用の設備、人員を配置する必要があったが、蓄電池電車であれば電車と共通点が多いので共用が可能。
- 地下鉄のように内燃機関を使用する車輛の使用が困難な路線でも使用可能。
- 加速性能が電車と同じため、電化路線への乗り入れ時に速度差を考慮する必要が無い。
- 非電化区間ではパンタグラフが架線と接触しない為にパンタグラフが摩耗しにくい。

### 主な短所
- 気動車よりも蓄電池走行の航続距離が短く、（現時点では）高速化や、長距離の非電化路線での運行には適さない[4]。このため2023年現在で日本国内で実用化されている路線は、JR東日本の男鹿線と烏山線、JR九州の若松線（筑豊本線）、香椎線といった蓄電池走行での運用距離が片道20〜30kmの短距離に限られている。かつて存在されたものも含めれば、宮崎交通線も同様であった。
- 気動車の給油にかかる時間と比較して充電には長時間がかかる[5]。
- 化石燃料と比較して蓄電池はエネルギー密度が低いため、気動車と比較して蓄電池電車は重くなるので出力重量比が小さくなり、加減速性能が劣る。

## 蓄電池電車を取り巻く状況
一時は試験運行の段階だったが、近年では営業運転が各地で実施される。

### 日本
宮崎交通では1950年から1962年の廃線まで鉛蓄電池を電源とする蓄電池電車を使用していた。国鉄のキハ40000形気動車を3両譲り受け蓄電池電車に改造したもので、南宮崎駅 - 内海駅間の約20kmの区間を1往復するごとに満充電済みの電池と交換し走行していた（詳細は宮崎交通線#蓄電池動車を参照）。
鉄道総合技術研究所は1999年に架線と車載蓄電によるハイブリッド電源形電車の研究開発を開始した。これは架線のある区間では架線から集電して走行しながら車両に搭載された蓄電池（主にリチウムイオン二次電池）に充電し、架線のない区間では充電した電池の電力により走行するというもので、これ以降、この方式による蓄電池電車の開発が進められ、2010年代に入り実用化されることとなる。
鉄道総合技術研究所が当初手掛けた架線蓄電池ハイブリッド電車は路面電車形の車両であり、市街地に架線のない区間を設けてその区間を蓄電池で走行することなどが想定されたもので、2003年8月に豊橋鉄道モ3300形を改造した試験車「りっちぃ・とらみぃ」を製作したのち、2007年にLH02形を試作し、試験運転が実施された。また川崎重工業ではニッケル・水素蓄電池を使用した架線蓄電池ハイブリッド電車「SWIMO」「SWIMO-X」を試作している。路面電車形のハイブリッド電車については日本では今のところ実際に採用された事例はない。
一方、東日本旅客鉄道（JR東日本）では2009年にクモヤE995-1をハイブリッド方式に改造して試験を開始し、その後、営業運転用のEV-E301系を製造、2014年3月に烏山線で営業運転を開始した。架線・蓄電池ハイブリッド方式としては、これが日本初の営業用蓄電池電車となった。ほかに2011年2月7日から14日にかけて西日本旅客鉄道（JR西日本）が223系2000番台1編成を使用して試験走行を行っている。
JR東日本のクモヤE995-1・EV-E301系やJR西日本の試作改造車は直流形であるが、鉄道総合技術研究所では2012年度より九州旅客鉄道（JR九州）と共同で交流形の架線・蓄電池ハイブリッド方式車両の開発に着手し、817系V114編成を改造し試験を実施した。その後これを量産化したBEC819系が2016年10月に筑豊本線で営業運転を開始した。またJR東日本ではBEC819系を耐寒耐雪構造化するなどのマイナーチェンジを行ったEV-E801系を導入、2017年3月から男鹿線で営業運転を開始した。
なお、JR東日本では非電化区間の終点にも剛体架線を用いた急速充電設備を設置し、充電を行っている。

### ドイツ
かつて鉛蓄電池を電源とするETA150やETA176が運行されていた。
2018年ボンバルディアは「タレント3」の基本型で制作された蓄電池電車を発表した。この電車は電車線の区間では既存の電車のように集電装置で走行し、非電化区間ではボード型蓄電池から電気エネルギーを取る。電車が再び電化区間へ進入すると、蓄電池は電車線を通じて充電される。最初に電車はバッテリで40 km走行されたが、後に走行距離が100 kmまで増加すると予想されている。シュタッドラー・レールも2018年「FLIRT」の蓄電池電車を発表した。

### 中国
時速160kmで距離200kmを走れる蓄電池特急が計画される。

### オーストリア
オーストリア連邦鉄道はシーメンス・モビリティと共同で「デジロML」の基本型で制作された蓄電池電車を開発した。ドイツの場合と同じ蓄電池充電方式でこの電車は「シティージェット・エコー」と命名されている。

### イギリス
2015年379形電車のエレクトロスター1編成にリチウム蓄電池が装着され、運輸営業はメイフラワー線で始まった。この電車は約97 kmまで走行できて、電車線区間の、そして回生ブレーキの電気エネルギーで蓄電池は充電される。試運転は同年1月から2月まで行われた。ネットワーク鉄道はこの車両と後続モデル車両を「独自的に動力を受ける電車 (Independently powered electric multiple unit, IPEMU) 」と命名している。

## 画像ギャラリー

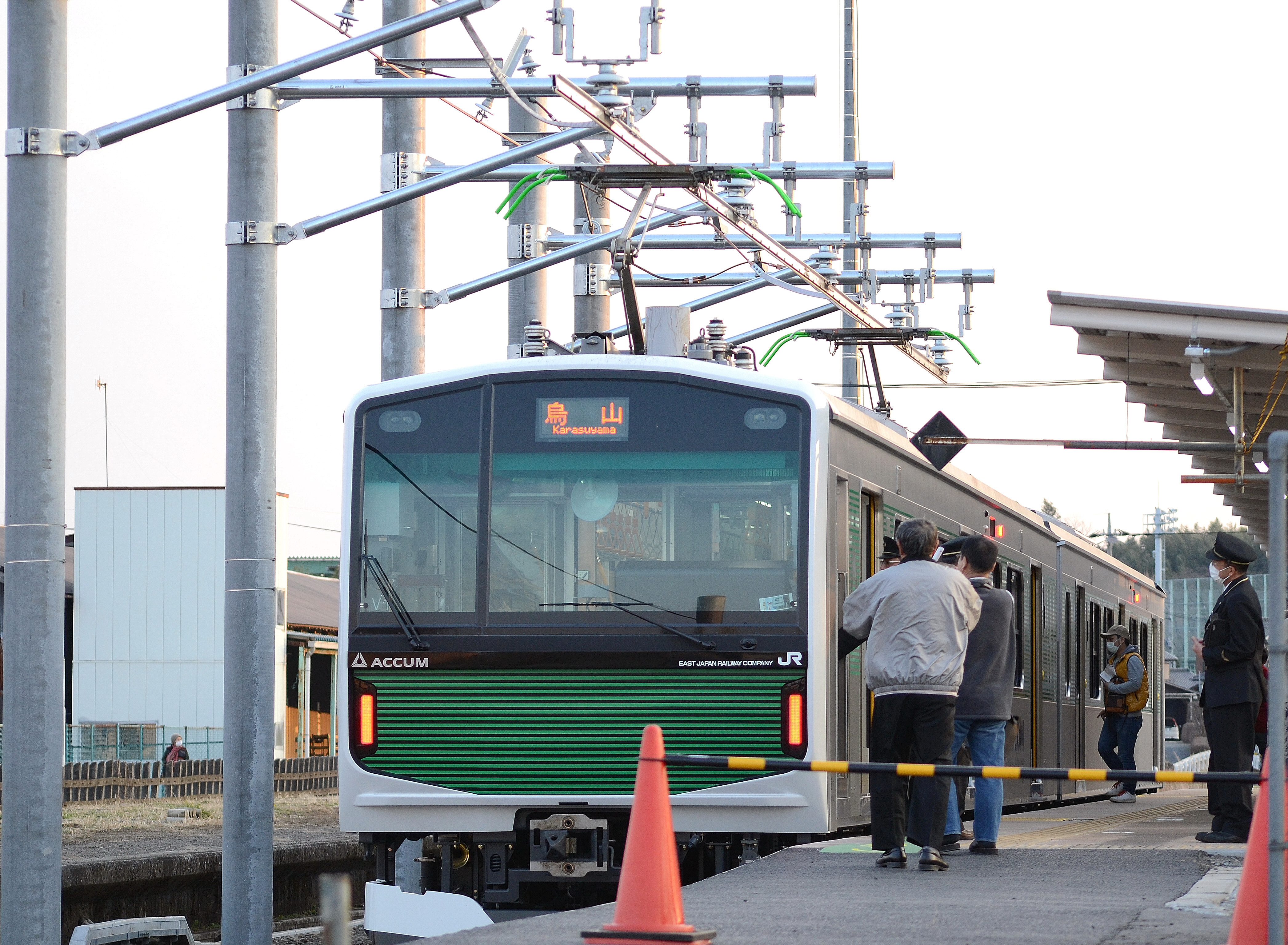
烏山駅で充電中のEV-E301系。
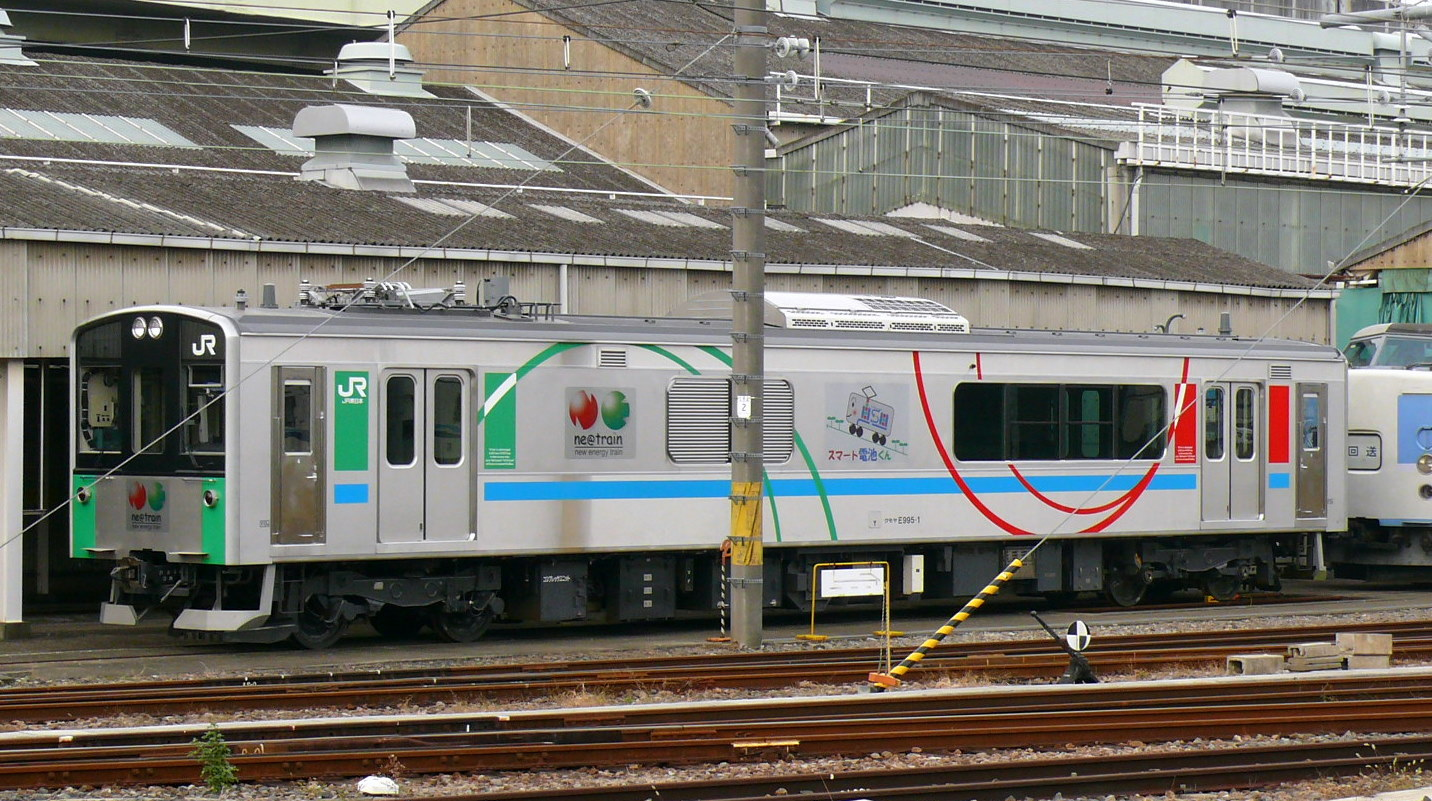
JR東日本E995系電車
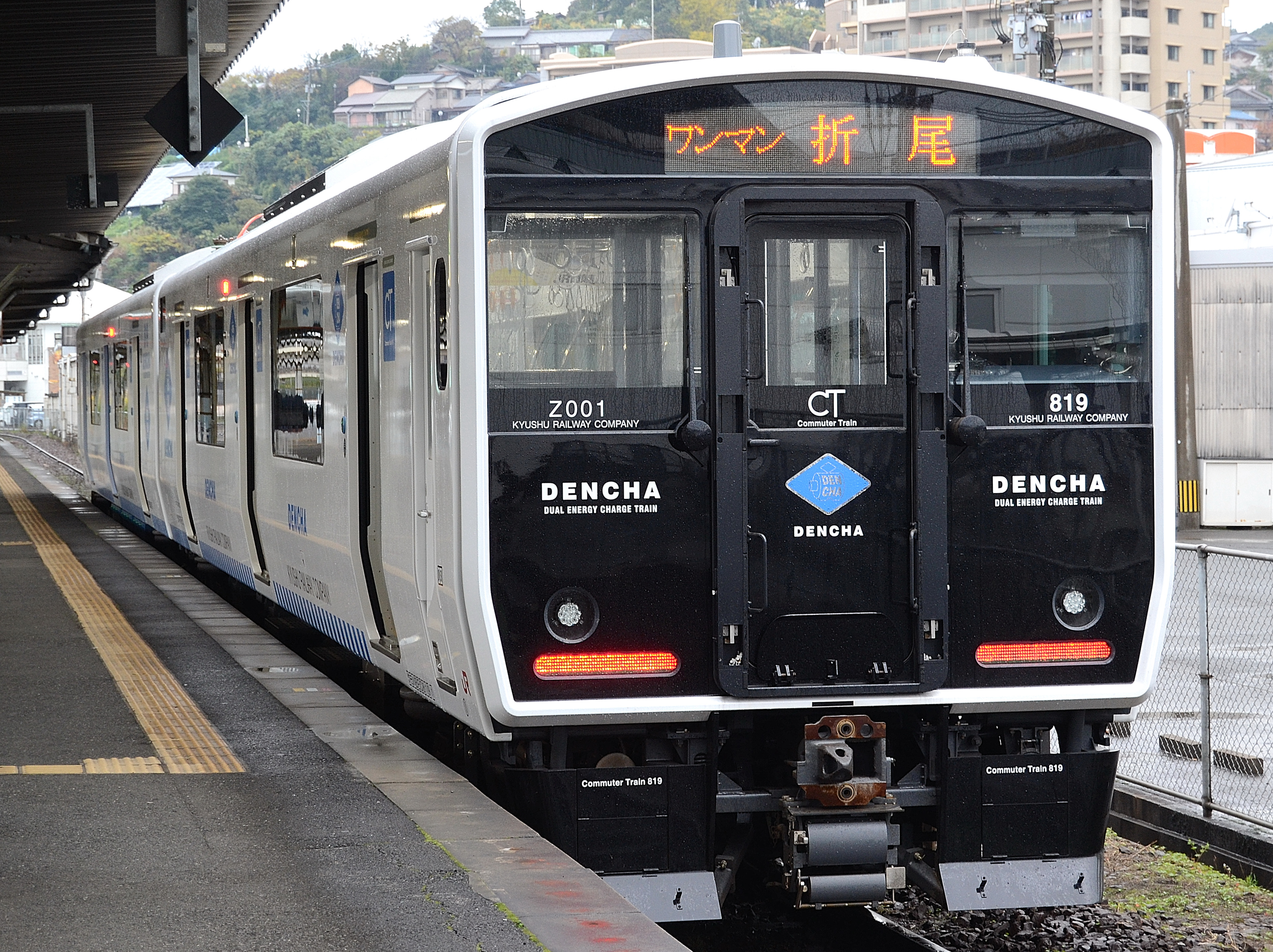
JR九州BEC819系電車
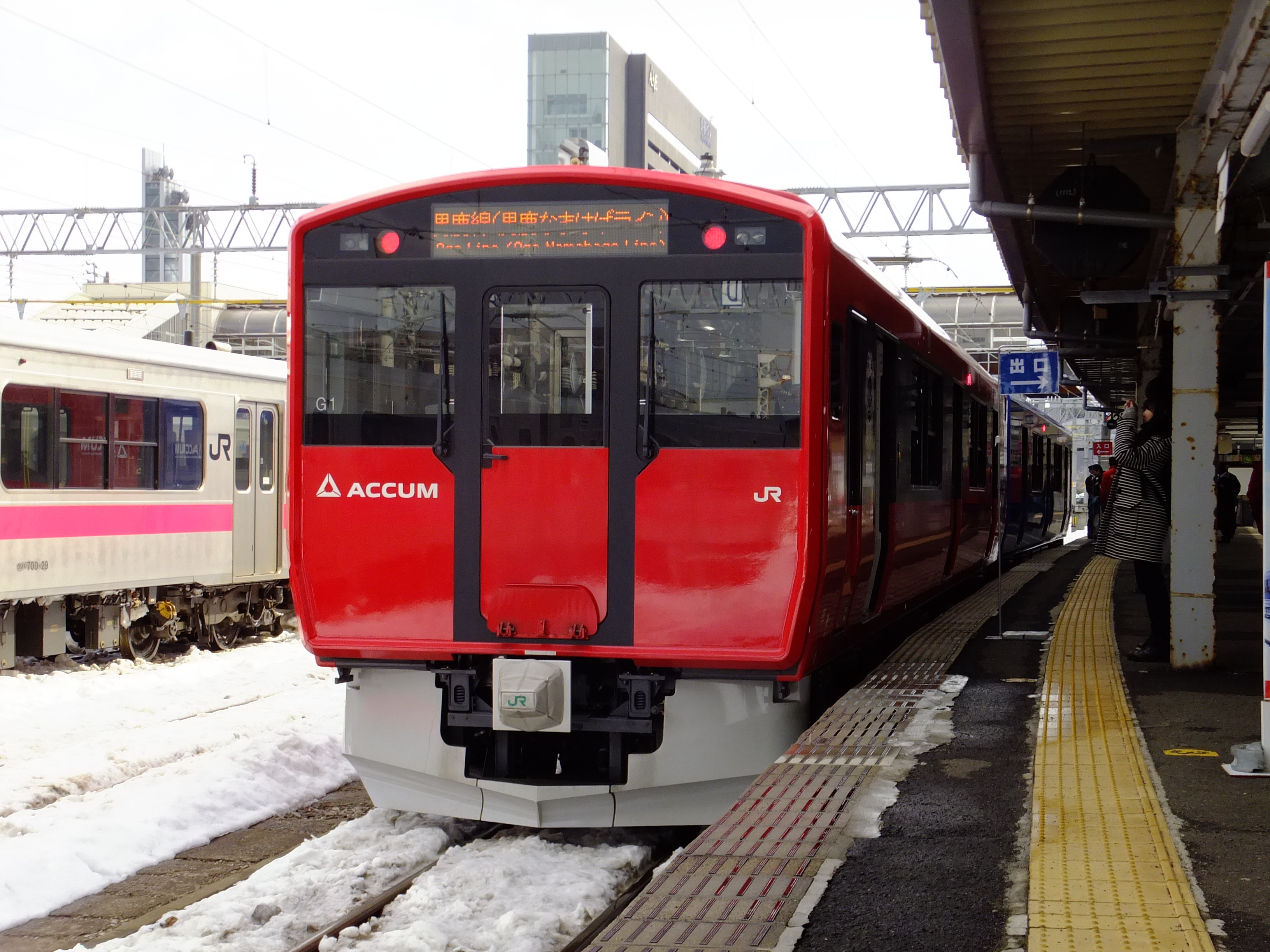
JR東日本EV-E801系電車
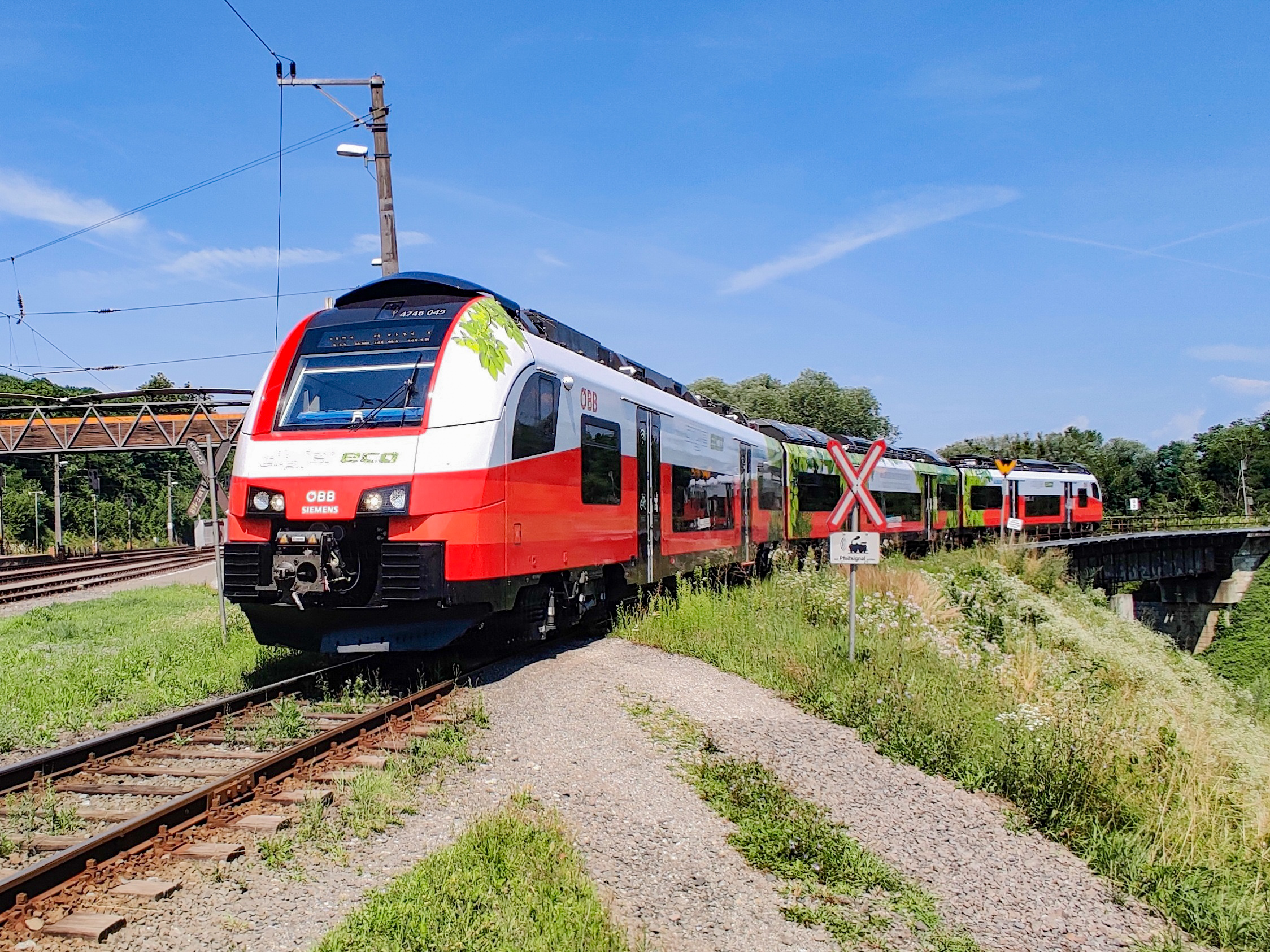
ÖBB4746形電車 (Cityjet eco)